# Henri de Marandat
Henri de Marandat, ou Henry Marandat, né le 3 avril 1875 à Riom et mort le 20 mai 1914 à Monte-Carlo, est un peintre français.

## Biographie
Henri Marie Marandat est le fils de Paul Charles Marie Marandat, propriétaire, et de Charlotte Marie Reigneaud.
Élève de William Bouguereau et de Gabriel Ferrier, il expose au Salon parisien à partir de 1900 et également au Salon de Bruxelles.
Il épouse Barbara Slirtz.
En 1911, un jugement du tribunal civil l'autorise à faire précéder son patronyme de la particule de.
Il illustre de ses dessins À travers Montmartre d'Octave Charpentier (1913).
Son frère Émile Albert Marandat (1867-1914) est mort pour la France à Haut-Clocher, au tout début de la première Guerre Mondiale.
Il est un des collaborateurs à la Chronique Française.
Il meurt à l'âge de 39 ans à l'hôtel Splendide de Monte-Carlo.